# Yannick Evans
Yannick Evans (* 2. Mai 1986 in Berlin) ist ein ehemaliger deutscher Basketballspieler. Der 2,02 Meter große Flügelspieler bestritt während seiner Karriere sechs Partien in der Basketball-Bundesliga. Er war U20-Nationalspieler.

## Laufbahn
Evans spielte in der Jugend des TuS Lichterfelde und kam für die Herrenmannschaft des Berliner Vereins auch in der 2. Basketball-Bundesliga zum Einsatz. 2004 wechselte er nach Oldenburg, wo er für den Oldenburger TB in der Regionalliga spielte sowie in der Saison 2005/06 zudem zwei Einsätze für die EWE Baskets Oldenburg in der Basketball-Bundesliga bestritt. Nach zwei Jahren im Niedersächsischen kehrte er 2006 nach Berlin zurück, spielte wieder für Lichterfelde in der zweiten Liga und kam zwischen 2006 und 2008 darüber hinaus zu vier Kurzeinsätzen in der Bundesliga-Mannschaft von Alba Berlin. Alba und TusLi waren damals über eine Kooperation miteinander verbunden.
Es folgten Stationen in der 2. Bundesliga ProA (2008/09: FC Schalke 04, 2009/10: USC Freiburg), anschließend drei Jahre beim RSV Eintracht (2010 bis 2013) in der 2. Bundesliga ProB, ehe er zur Saison 2013/14 zu den Itzehoe Eagles ging. Mit den Norddeutschen stieg er 2014 von der ersten Regionalliga in die ProB auf, wo er bis Anfang des Jahres 2015 für die „Adler“ auflief. Danach übernahm er Mitte März 2015 gemeinsam mit dem US-Amerikaner Levi Levine bis zum Saisonende 2014/15 das Traineramt bei Itzehoe.